# Passiflora amazonica
Passiflora amazonica L.K. Escobar – gatunek rośliny z rodziny męczennicowatych (Passifloraceae Juss. ex Kunth in Humb.). Występuje endemicznie w Peru. 

## Morfologia
PokrójZdrewniałe, trwałe, owłosione liany.
LiścieBlaszka liściowa ma potrójnie klapowany kształt. Nasada liścia jest rozwarta. Liście są skórzaste. Mają 7–11,7 cm długości oraz 9–15,2 cm szerokości. Brzegi są całobrzegie. Ogonek liściowy jest owłosiony i ma długość 21–26 mm. Przylistki są prawie nerkowate, mają 8–15 mm długości.
KwiatyPojedyncze. Działki kielicha są podłużne, różowe, mają 3,9–4,1 cm długości. Płatki są podłużne, różowe, mają 3,9–4,1 cm długości. Przykoronek ułożony jest w jednym rzędzie, fioletowy, ma 1 mm długości.
OwoceSą elipsoidalnego kształtu o żółtozielonkawej barwie. Mają 7,5–8,5 cm długości i 2,5–3,5 cm średnicy.

## Biologia i ekologia
Występuje w lasach na wysokości 1800–2300 m n.p.m.